# Tonight for Sure
Tonight for Sure è un film del 1962 diretto da Francis Ford Coppola.

## Trama
Agosto 1961, Los Angeles. Due bacchettoni - il minatore Samuel Hill (Kenney), arrivato in città su un asino, e l'agghindato Benjamin Jabowski (Schanzer) - s'incontrano in un locale burlesque del Sunset Strip, l'Harem Club, con l'intenzione di sabotarlo. I due, mentre ammirano le spogliarelliste, si raccontano le rispettive storie: Sam aveva un amico che dopo aver preso un colpo in testa vedeva donne nude ovunque andasse, mentre Benjamin era ossessionato da una fotografa di nudi nel palazzo vicino al suo. Ma il piano dei due gli si ritorcerà contro.